# Gernot Reinstadler
Gernot Reinstadler (24 agosto 1970 – Interlaken, 19 gennaio 1991) è stato uno sciatore alpino austriaco.

## Biografia
Reinstadler, originario di Jerzens e figlio della sciatrice alpina Traudl Eder, debuttò in campo internazionale in occasione dei Mondiali juniores di Madonna di Campiglio 1988; nella stagione seguente disputò i Mondiali juniores di Aleyska, vinse tre medaglie ai Campionati austriaci juniores e debuttò in Coppa del Mondo.
Il 18 gennaio 1991 Reinstadler rimase vittima di un gravissimo incidente in Svizzera, durante le prove della discesa libera di Coppa del Mondo sulla storica pista Lauberhorn (contraddistinta per la sua lunghezza, la difficoltà e l'alta velocità): mentre si affrontava la "S" finale, all'incirca ad una settantina di metri dal traguardo, uscì malamente di pista sulla destra, schiantandosi contro le reti di protezione: il suo sci destro s'incastrò nelle reti, provocando un'improvvisa decelerazione (stava procedendo a una velocità di circa 80 km/h), nonché una tensione tra la sua gamba destra bloccata nella rete e il bacino. Lo sciatore perse gli sci e ricadde sulla pista, lasciando dietro di sé una striscia di sangue: aveva fratture al bacino e una gravissima emorragia interna. Ricevette i primi soccorsi da un medico e da uno skiman della nazionale italiana e venne elitrasportato all'ospedale di Interlaken una ventina di minuti dopo; quando arrivò all'ospedale Reinstadler aveva perso molto sangue e venne sottoposto immediatamente a un intervento chirurgico della durata di sei ore. I medici provarono a ristabilire la circolazione sanguigna con continue trasfusioni di sangue (arrivando a un totale di 35 litri), ma le fratture al bacino erano troppo gravi: Reinstadler non riprese più conoscenza e morì all'età di 20 anni alle 00.40 del 19 gennaio. Le gare dei giorni successivi vennero annullate.

## Palmarès

### Campionati austriaci juniores
- 3 medaglie:
  - 1 argento (combinata nel 1989)
  - 2 bronzi (supergigante, slalom gigante nel 1989)